# Sorbus adamii
Sorbus adamii är en rosväxtart som beskrevs av Karpati. Sorbus adamii ingår i släktet oxlar, och familjen rosväxter. Inga underarter finns listade i Catalogue of Life.